# Železniční trať Řezno–Pasov
Železniční trať Řezno–Pasov (německy Bahnstrecke Regensburg–Passau) je dvoukolejná elektrifikovaná železniční trať ve spolkové zemi Bavorsko, spojující Řezno s Pasovem.Délka trati činí 119 km, maximální povolená rychlost je 160 km/h. Trať má podle seznamu čísla 5500 a 5830.